# Lillavan, Medelpad
Lillavan är en sjö i Ånge kommun i Medelpad och ingår i Ljungans huvudavrinningsområde. Lillavan ligger i Jämtgaveln Natura 2000-område. Sjöns area är 0,1486 kvadratkilometer och den är belägen 432,7 meter över havet.